# Martina Šamadan
Martina Šamadan (ur. 11 września 1993 w Splicie) – chorwacka siatkarka, grająca na pozycji środkowej, reprezentantka kraju.

## Przebieg kariery
| Lata                      | Klub                      |
| ------------------------- | ------------------------- |
| 2012–2016                 | Seattle University        |
| 2016–2017                 | CS Volei Alba-Blaj        |
| 2017–2018                 | HAOK Mladost Zagrzeb      |
| 2018–2019 (do 10.01.2019) | Imoco Volley Conegliano   |
| 2019 (od 11.01.2019)      | Unet E-Work Busto Arsizio |
| 2019–2020                 | Allianz MTV Stuttgart     |
| 2020–2021                 | Savino Del Bene Scandicci |
| 2021–2022                 | HAOK Mladost Zagrzeb      |
| 2022–2023                 | Neptunes de Nantes VB     |
| 2023–                     | Panathinaikos Ateny       |

## Sukcesy klubowe
Puchar Rumunii:
- 2017

Mistrzostwo Rumunii:
- 2017

Puchar Chorwacji:
- 2018

Mistrzostwo Chorwacji:
- 2018, 2022[5]

Superpuchar Włoch:
- 2018

Mistrzostwo Grecji:
- 2024[6]

## Sukcesy reprezentacyjne
Igrzyska Śródziemnomorskie:
- 2018

Liga Europejska:
- 2021